# لیگ جهانی والیبال ۱۹۹۷
لیگ جهانی والیبال ۱۹۹۷ هشتمین دوره از رقابت‌های لیگ جهانی می‌باشد که از ۱۶ مه تا ۵ ژوئیه با حضور ۱۲ تیم برگزار شد. در مرحلۀ پایانی که در مسکو، روسیه به انجام رسید، تیم ایتالیا توانست برای ششمین مرتبه در سکوی نخست رقابت‌ها قرار بگیرد.

## گروه‌‌‌بندی
| گروه A                              | گروه B                             | گروه C                          |
| ----------------------------------- | ---------------------------------- | ------------------------------- |
| آرژانتین · برزیل · بلغارستان · ژاپن | چین · ایتالیا · اسپانیا · یوگسلاوی | کوبا · هلند · روسیه · کرهٔ جنوبی |

## دور نخست
|  | واجد شرایط برای حضور در دور نهایی                 |
|  | واجد شرایط برای حضور در دور نهایی به عنوان میزبان |

### گروه A
|      |           |          | مسابقات | مسابقات | ست‌ها | ست‌ها | ست‌ها  | امتیازها | امتیازها | امتیازها |
| رتبه | تیم       | امتیازها | برد     | باخت    | برد  | باخت | نسبت  | برد      | باخت     | نسبت     |
| ---- | --------- | -------- | ------- | ------- | ---- | ---- | ----- | -------- | -------- | -------- |
| ۱    | برزیل     | ۲۳       | ۱۱      | ۱       | ۳۴   | ۹    | ۳٫۷۷۸ | ۶۱۴      | ۴۲۰      | ۱٫۴۶۲    |
| ۲    | بلغارستان | ۲۱       | ۹       | ۳       | ۲۹   | ۱۶   | ۱٫۸۱۳ | ۵۹۶      | ۴۹۸      | ۱٫۱۹۷    |
| ۳    | آرژانتین  | ۱۶       | ۴       | ۸       | ۲۰   | ۲۵   | ۰٫۸۰۰ | ۵۲۶      | ۵۸۸      | ۰٫۸۹۵    |
| ۴    | ژاپن      | ۱۲       | ۰       | ۱۲      | ۳    | ۳۶   | ۰٫۰۸۳ | ۳۳۹      | ۵۶۹      | ۰٫۵۹۶    |

### گروه B
|      |          |          | مسابقات | مسابقات | ست‌ها | ست‌ها | ست‌ها  | امتیازها | امتیازها | امتیازها |
| رتبه | تیم      | امتیازها | برد     | باخت    | برد  | باخت | نسبت  | برد      | باخت     | نسبت     |
| ---- | -------- | -------- | ------- | ------- | ---- | ---- | ----- | -------- | -------- | -------- |
| ۱    | ایتالیا  | ۲۲       | ۱۰      | ۲       | ۳۴   | ۱۳   | ۲٫۶۱۵ | ۶۵۲      | ۴۶۵      | ۱٫۴۰۲    |
| ۲    | یوگسلاوی | ۲۰       | ۸       | ۴       | ۲۹   | ۱۵   | ۱٫۹۳۳ | ۵۸۳      | ۴۶۱      | ۱٫۲۶۵    |
| ۳    | اسپانیا  | ۱۶       | ۴       | ۸       | ۱۸   | ۳۰   | ۰٫۶۰۰ | ۵۴۴      | ۶۲۲      | ۰٫۸۷۵    |
| ۴    | چین      | ۱۴       | ۲       | ۱۰      | ۸    | ۳۱   | ۰٫۲۵۸ | ۳۱۳      | ۵۴۴      | ۰٫۵۷۵    |

### گروه C
|      |           |          | مسابقات | مسابقات | ست‌ها | ست‌ها | ست‌ها  | امتیازها | امتیازها | امتیازها |
| رتبه | تیم       | امتیازها | برد     | باخت    | برد  | باخت | نسبت  | برد      | باخت     | نسبت     |
| ---- | --------- | -------- | ------- | ------- | ---- | ---- | ----- | -------- | -------- | -------- |
| ۱    | کوبا      | ۲۳       | ۱۱      | ۱       | ۳۵   | ۶    | ۵٫۸۳۳ | ۵۹۵      | ۳۶۹      | ۱٫۶۱۲    |
| ۲    | هلند      | ۲۱       | ۹       | ۳       | ۲۸   | ۱۷   | ۱٫۶۴۷ | ۵۸۵      | ۵۲۳      | ۱٫۱۱۹    |
| ۳    | روسیه     | ۱۴       | ۲       | ۱۰      | ۱۴   | ۳۰   | ۰٫۴۶۷ | ۴۹۳      | ۵۷۰      | ۰٫۸۶۵    |
| ۴    | کرهٔ جنوبی | ۱۴       | ۲       | ۱۰      | ۸    | ۳۲   | ۰٫۲۵۰ | ۳۵۱      | ۵۶۲      | ۰٫۶۲۵    |

## دور نهایی
- میزبان:  ورزشگاه المپیک، مسکو، روسیه

|  | واجد شرایط برای حضور در رقابت نهایی    |
|  | واجد شرایط برای حضور در رقابت مکان سوم |

|      |           |          | مسابقات | مسابقات | ست‌ها | ست‌ها | ست‌ها  | امتیازها | امتیازها | امتیازها |
| رتبه | تیم       | امتیازها | برد     | باخت    | برد  | باخت | نسبت  | برد      | باخت     | نسبت     |
| ---- | --------- | -------- | ------- | ------- | ---- | ---- | ----- | -------- | -------- | -------- |
| ۱    | ایتالیا   | ۷        | ۳       | ۱       | ۱۰   | ۴    | ۲٫۵۰۰ | ۱۹۸      | ۱۵۷      | ۱٫۲۶۱    |
| ۲    | کوبا      | ۷        | ۳       | ۱       | ۱۰   | ۵    | ۲٫۰۰۰ | ۲۰۲      | ۱۷۲      | ۱٫۱۷۴    |
| ۳    | هلند      | ۷        | ۳       | ۱       | ۹    | ۸    | ۱٫۱۲۵ | ۱۹۵      | ۲۲۷      | ۰٫۸۵۹    |
| ۴    | روسیه     | ۶        | ۲       | ۲       | ۸    | ۸    | ۱٫۰۰۰ | ۲۰۵      | ۱۸۱      | ۱٫۱۳۳    |
| ۵    | برزیل     | ۵        | ۱       | ۳       | ۳    | ۹    | ۰٫۳۳۳ | ۱۴۱      | ۱۵۹      | ۰٫۸۸۷    |
| ۶    | بلغارستان | ۴        | ۰       | ۴       | ۶    | ۱۲   | ۰٫۵۰۰ | ۱۹۷      | ۲۴۲      | ۰٫۸۱۴    |

| تاریخ   |           | نتیجه |           | ست ۱  | ست ۲  | ست ۳  | ست ۴  | ست ۵  | مجموع |
| ------- | --------- | ----- | --------- | ----- | ----- | ----- | ----- | ----- | ----- |
| ۳۰ ژوئن | هلند      | ۳–۱   | ایتالیا   | ۱۵–۱۱ | ۱۵–۱۳ | ۸–۱۵  | ۱۵–۱۰ | -     | ۵۳–۴۹ |
| ۳۰ ژوئن | کوبا      | ۳–۰   | برزیل     | ۱۵–۱۱ | ۱۵–۱۱ | ۱۵–۹  | -     | -     | ۴۵–۳۱ |
| ۳۰ ژوئن | بلغارستان | ۲–۳   | روسیه     | ۹–۱۵  | ۱۵–۱۱ | ۳–۱۵  | ۱۵–۱۱ | ۷–۱۵  | ۴۹–۶۷ |
| ۱ ژوئیه | بلغارستان | ۲–۳   | کوبا      | ۴–۱۵  | ۱۵–۱۱ | ۱۲–۱۵ | ۱۵–۹  | ۱۳–۱۵ | ۵۹–۶۵ |
| ۱ ژوئیه | ایتالیا   | ۳–۰   | برزیل     | ۱۵–۱۲ | ۱۵–۸  | ۱۵–۱۲ | -     | -     | ۴۵–۳۲ |
| ۱ ژوئیه | روسیه     | ۲–۳   | هلند      | ۱۵–۱۷ | ۱۵–۳  | ۱۵–۴  | ۱۱–۱۵ | ۱۳–۱۵ | ۶۹–۵۴ |
| ۲ ژوئیه | ایتالیا   | ۳–۰   | بلغارستان | ۱۵–۱۱ | ۱۵–۵  | ۱۵–۹  | -     | -     | ۴۵–۲۵ |
| ۲ ژوئیه | برزیل     | ۳–۰   | هلند      | ۱۵–۱۳ | ۱۵–۸  | ۱۵–۲  | -     | -     | ۴۵–۲۳ |
| ۲ ژوئیه | کوبا      | ۳–۰   | روسیه     | ۱۵–۱۱ | ۱۵–۷  | ۱۵–۵  | -     | -     | ۴۵–۲۳ |
| ۴ ژوئیه | هلند      | ۳–۲   | بلغارستان | ۱۵–۹  | ۱۵–۱۳ | ۱۳–۱۵ | ۷–۱۵  | ۱۵–۱۲ | ۶۵–۶۴ |
| ۴ ژوئیه | ایتالیا   | ۳–۱   | کوبا      | ۱۴–۱۶ | ۱۵–۱۱ | ۱۵–۱۲ | ۱۵–۸  | -     | ۵۹–۴۷ |
| ۴ ژوئیه | روسیه     | ۳–۰   | برزیل     | ۱۵–۱۱ | ۱۶–۱۴ | ۱۵–۸  | -     | -     | ۴۶–۳۳ |

### بازی مکان سوم
| تاریخ   |      | نتیجه |       | ست ۱ | ست ۲  | ست ۳ | ست ۴ | ست ۵ | مجموع |
| ------- | ---- | ----- | ----- | ---- | ----- | ---- | ---- | ---- | ----- |
| ۵ ژوئیه | هلند | ۰–۳   | روسیه | ۸–۱۵ | ۱۲–۱۵ | ۸–۱۵ | -    | -    | ۲۸–۴۵ |

### نهایی
| تاریخ   |         | نتیجه |      | ست ۱ | ست ۲ | ست ۳  | ست ۴ | ست ۵ | مجموع |
| ------- | ------- | ----- | ---- | ---- | ---- | ----- | ---- | ---- | ----- |
| ۵ ژوئیه | ایتالیا | ۳–۰   | کوبا | ۱۵–۸ | ۱۵–۵ | ۱۵–۱۰ | -    | -    | ۴۵–۲۳ |

## رده‌بندی نهایی
| رتبه | تیم       |
| ---- | --------- |
| 1    | ایتالیا   |
| 2    | کوبا      |
| 3    | روسیه     |
| ۴    | هلند      |
| ۵    | برزیل     |
| ۶    | بلغارستان |
| ۷    | یوگسلاوی  |
| ۸    | آرژانتین  |
| ۹    | اسپانیا   |
| ۱۰   | چین       |
| ۱۱   | کرهٔ جنوبی |
| ۱۲   | ژاپن      |

| قهرمان لیگ جهانی والیبال ۱۹۹۷ |
| ----------------------------- |
| · ایتالیا · ششمین عنوان       |

## جوایز
- باارزش‌ترین بازیکن
  -  خودو خورتزن
- بهترین امتیاز آورنده
  -  خودو خورتزن
- بهترین اسپک زننده
  -  بس ون د گور
- بهترین سرویس زننده
  -  رامون گاتو
- بهترین دفاع کننده
  -  ایهوسوانی هرناندز